# Ильича (Новомосковский район)
Ильича (укр. Ілліча) — бывшее село в Попасненском сельском совете Новомосковского района Днепропетровской области Украины.
Код КОАТУУ — 1223286002. Население по данным 1990 года составляло 20 человек.
Село ликвидировано в 2001 году.
Находилось в трёх километрах от села Попасное.